# FAM57B
FAM57B (англ. Family with sequence similarity 57 member B) – білок, який кодується однойменним геном, розташованим у людей на короткому плечі 16-ї хромосоми. Довжина поліпептидного ланцюга білка становить 274 амінокислот, а молекулярна маса — 30 629.
| 10         |  | 20         |  | 30         |  | 40         |  | 50         |
| ---------- |  | ---------- |  | ---------- |  | ---------- |  | ---------- |
| MLTPMVAGGV |  | VFPGLFLLSK |  | NTLQRLPQLR |  | WEEADAVIVS |  | ARLVSSVQAI |
| MASTAGYIVS |  | TSCKHIIDDQ |  | HWLSSAYTQF |  | AVPYFIYDIY |  | AMFLCHWHKH |
| QVKGHGGDDG |  | AARAPGSTWA |  | IARGYLHKEF |  | LMVLHHAAMV |  | LVCFPLSVVW |
| RQGKGDFFLG |  | CMLMAEVSTP |  | FVCLGKILIQ |  | YKQQHTLLHK |  | VNGALMLLSF |
| LCCRVLLFPY |  | LYWAYGRHAG |  | LPLLAVPLAI |  | PAHVNLGAAL |  | LLAPQLYWFF |
| LICRGACRLF |  | WPRSRPPPAC |  | QAQD       |  |            |  |            |

A: Аланін

C: Цистеїн

D: Аспарагінова кислота

E: Глутамінова кислота

F: Фенілаланін

G: Гліцин

H: Гістидин

I: Ізолейцин

K: Лізин

L: Лейцин

M: Метіонін

N: Аспарагін

P: Пролін

Q: Глутамін

R: Аргінін

S: Серин

T: Треонін

V: Валін

W: Триптофан

Задіяний у таких біологічних процесах, як метаболізм ліпідів, біосинтез ліпідів. 
Локалізований у мембрані, ендоплазматичному ретикулумі, апараті гольджі.